# Institut national de chimie
 (mars 2012).
Si vous disposez d'ouvrages ou d'articles de référence ou si vous connaissez des sites web de qualité traitant du thème abordé ici, merci de compléter l'article en donnant les références utiles à sa vérifiabilité et en les liant à la section « Notes et références ».
Pour les articles homonymes, voir INC.
CNRS Chimie (anciennement Institut National de Chimie – INC), est un des dix instituts thématique du CNRS.
Cet institut compte 119 unités mixtes de recherche, 7 unités propres de recherche et 84 autres structures fédératives (unités de service, groupements de recherche, laboratoires internationaux, etc.) réparties sur le territoire français et à l'étranger. Dans ces structures, les scientifiques œuvrent à faire avancer les connaissances dans le domaine de la chimie, de l'atome aux matériaux, et à ses interfaces. Institut au cœur de la multidisciplinarité, il a des interactions fortes avec les autres instituts du CNRS : INSB, INSU, INSIS, INS2I, INSMI, INSHS, IN2P3, INP, INEE.

## Sections pilotées par CNRS Chimie
D'après.
- 11 → Systèmes supra- et macromoléculaires : propriétés, fonctions, ingénierie
- 12 → Architectures moléculaires : synthèses, mécanismes et propriétés
- 13 → Physicochimie : molécules, milieux
- 14 → Chimie de coordination, interfaces et procédés
- 15 → Chimie des matériaux, nanomatériaux et procédés
- 16 → Chimie du vivant et pour le vivant : conception et propriétés de molécules d'intérêt biologique